# Turó de Montsalvatge
El Turó de Montsalvatge és una muntanya de 1.141 metres que es troba al municipi de Sant Joan de les Abadesses, a la comarca catalana del Ripollès.